# Christian Malheiros
Christian Malheiros (São Vicente, 14 de agosto de 1999) é um ator brasileiro. Ganhou notoriedade por seu trabalho no filme Sócrates (2018), pelo qual foi indicado ao Independent Spirit Awards de Melhor Ator e venceu um Prêmio APCA de Melhor Ator em Cinema. Na televisão, Christian teve destaque nas séries Sintonia (2019) e Sessão de Terapia (2021). Em 2021, foi aclamado pela crítica por sua atuação no filme 7 Prisioneiros, da Netflix.

## Carreira
Filho caçula de uma família de sete irmãos, Malheiros deu os primeiros passos na vida teatral aos 10 anos, quando era aluno de um projeto do Governo Federal na escola Governador Mário Covas Júnior, em que estudava, em São Vicente. Montou um grupo de teatro estudantil com os amigos, nomeado Titãs, além de rodar a região atrás de oficinas e workshops gratuitos. Em 2014, atuou no curta-metragem Limbo, filme futurista que aborda a falta de água, produzido por jovens cineastas santistas.
Com 15 anos, decidiu ingressar na EAC Wilson Geraldo. A escola só aceitava alunos com mais de 16 anos, insistiu com a direção e ganhou a chance de fazer um teste e foi aprovado, se profissionalizando por dois anos. Antes de concluir o curso, em 2017, ele ganhou o papel de protagonista do filme Sócrates, dirigido pelo cineasta Alex Moratto, pelo qual foi indicado para Melhor Protagonista Masculino no 34º Independent Spirit Awards. O filme acompanha a história de Sócrates, um adolescente negro de 15 anos de Santos, no litoral de São Paulo, que precisa superar a pobreza extrema, a morte da mãe e a homofobia. O filme recebeu elogios da crítica depois de ser lançado no circuito internacional de festivais de cinema, sendo indicado para a entrada oficial do Brasil para o Óscar de Melhor Filme Internacional. A crítica elogiou muito a atuação de Malheiros em Sócrates. Escrevendo para o The Hollywood Reporter, o crítico Frank Scheck chamou sua atuação de "impressionante". Na Variety, o crítico Dennis Harvey escreveu que "a fantástica virada de Malheiros torna esse protagonista credivelmente durão por necessidade e maduro além de sua idade". O Los Angeles Times escreveu que "os gestos faciais de Malheiros oscilam entre estoicismo e lamentações esmagadoras". O The New York Times escreveu que "seu charme e energia nos faz imediatamente torcer para ele".
De 2019 até 2024, Malheiros protagonizou como Nando a série de drama criminal Sintonia, criada e dirigida por KondZilla, da Netflix. A série recebeu críticas positivas. A quarta temporada alcançou o 1º lugar no Top 10 Global de séries de língua não-inglesa da Netflix e ficou durante duas semanas no 1º lugar do Top 10 Brasil, finalizando na quinta temporada, onde seu personagem Nando busca redenção, tendo que lidar com as graves consequências impostas sobre seus amigos e família. Em 2020, foi convidado por Luiz Päetow para estrelar como Anjo no filme Transmissão, que estreou em 20 de setembro de 2020.
Em 2021, estreou na quinta temporada da série Sessão de Terapia, ao lado de Selton Mello. Por sua atuação, ele foi indicado ao Prêmio Contigo de Melhor Ator Coadjuvante em Novela ou Série. No mesmo ano, foi aclamado por sua atuação no filme 7 Prisioneiros, da Netflix, onde ele atuou com Rodrigo Santoro em uma história que aborda o trabalho escravo e o tráfico de pessoas no Brasil. Em maio de 2022, gravou o filme Biônicos, da Netflix, uma ficção científica sobre pessoas que convivem com a deficiência física e e viram super-heróis quando lhes são implantadas próteses superpoderosas. Em março de 2023, gravou a minissérie Aqueles Dias, do canal Arte 1, que conta a história da Semana de Arte Moderna de 1922. Em agosto, gravou uma participação no filme O Combinado Não Sai Caro, uma comédia da Star Original Productions. Atualmente, está atuando no filme Maníaco do Parque, do Prime Video, interpretando Beto, repórter fotográfico que se torna aliado de Elena, personagem de Giovanna Grigio, na investigação.  O lançamento do filme está previsto para 2024.

## Filmografia

### Televisão
| Ano           | Título            | Papel                       | Notas                   |
| ------------- | ----------------- | --------------------------- | ----------------------- |
| 2019–25       | Sintonia          | Luiz Fernando Silva (Nando) |                         |
| 2021          | Sessão de Terapia | Antônio Carrara (Tony)      |                         |
| 2021          | Os Ausentes       | Thomas Rodrigues            |                         |
| 2021-presente | Colônia           | Eduardo de Almeida          |                         |
| 2024          | Ponto Final       | Jonathan Coutinho (Jota)    | Episódio: "Tô no Ponto" |
| 2024          | Senna             | Mauro Filho (Maurinho)      |                         |
| 2025          | Aqueles Dias      | Baby de Andrade             |                         |

### Cinema
| Ano  | Título                   | Papel               | Notas          |
| ---- | ------------------------ | ------------------- | -------------- |
| 2015 | Limbo                    | Lucas               | Curta-metragem |
| 2018 | Sócrates                 | Sócrates            |                |
| 2021 | 7 Prisioneiros           | Mateus              |                |
| 2023 | A Última Festa           | Nathan              |                |
| 2024 | Biônicos                 | Gustavo Silva (Gus) |                |
| 2024 | Maníaco do Parque        | Beto                |                |
| –    | O Combinado Não Sai Caro | [ 19 ]              |                |
| –    | O Velho Fusca            | Jeff                |                |
| –    | Ninguém Sai Vivo Daqui   | Eduardo             |                |

## Teatro
| Ano  | Título                             | Papel |
| ---- | ---------------------------------- | ----- |
| 2019 | O Amor às Avessas                  |       |
| 2018 | Fedra                              |       |
| 2018 | 7 Leituras, 7 Autores, 7 Diretores |       |
| 2018 | ÈGBÉ                               |       |

## Prêmios e indicações
| Ano  | Prêmios                                        | Categoria                                  | Trabalho          | Resultado |
| ---- | ---------------------------------------------- | ------------------------------------------ | ----------------- | --------- |
| 2018 | International Filmfestival Mannheim-Heidelberg | Melhor Ator                                | Sócrates          | Venceu    |
| 2018 | Festival Mix Brasil de Cultura da Diversidade  | Melhor Ator                                | Sócrates          | Venceu    |
| 2019 | Troféu APCA                                    | Melhor Ator                                | Sócrates          | Venceu    |
| 2019 | Film Independent Spirit Awards                 | Melhor Ator Principal                      | Sócrates          | Indicado  |
| 2019 | Séries em Cena Awards                          | Melhor Ator Nacional                       | Sócrates          | Indicado  |
| 2020 | CinEuphoria Awards                             | Someone to Watch                           | Sócrates          | Venceu    |
| 2020 | Festival Sesc Melhores Filmes                  | Melhor Ator Nacional                       | Sócrates          | Indicado  |
| 2020 | Prêmio Guarani de Cinema Brasileiro            | Revelação Masculina                        | Sócrates          | Venceu    |
| 2020 | Prêmio TodaTeen                                | Gato do Ano                                | Ele mesmo         | Indicado  |
| 2021 | Prêmio F5                                      | Melhor Ator de Série                       | Sintonia          | Indicado  |
| 2021 | Prêmio Potências!                              | Ator do Ano                                | Sintonia          | Venceu    |
| 2021 | Prêmio Mundo Negro                             | Melhor Ator                                | Sintonia          | Indicado  |
| 2021 | Melhores e Piores da TV                        | Melhor Ator                                | Sessão de Terapia | Indicado  |
| 2021 | Prêmio Contigo! de TV                          | Melhor Ator Coadjuvante de Novela ou Série | Sessão de Terapia | Indicado  |
| 2022 | Festival Sesc Melhores Filmes                  | Melhor Ator Nacional                       | 7 Prisioneiros    | Indicado  |
| 2022 | Prêmio Platino                                 | Melhor Interpretação Masculina Coadjuvante | 7 Prisioneiros    | Indicado  |
| 2022 | SEC Awards                                     | Melhor Ator Nacional em Filme              | 7 Prisioneiros    | Indicado  |
| 2022 | Prêmio Guarani de Cinema Brasileiro            | Melhor Ator                                | 7 Prisioneiros    | Indicado  |
| 2022 | CCXP Awards                                    | Melhor Ator Série (Brasil)                 | Sintonia          | Venceu    |
| 2022 | Prêmio Potências                               | Ator do Ano                                | Sintonia          | Indicado  |
| 2024 | SEC Awards                                     | Melhor Ator em Série Nacional              | Sintonia          | Pendente  |
| 2024 | Festival Sesc Melhores Filmes                  | Melhor Ator Nacional                       | A Última Festa    | Indicado  |

### Outras honras
- Em 2021, foi eleito na lista Under 30 como um dos jovens de destaques do Brasil e da revistaForbes na categoria Artes Dramáticas.[42]